# Mykérinos
Menkaourê (translittération égyptienne mn-k3w-Rˁ), plus connu sous la forme hellénisée de son nom Mykérinos (grec : Μυκερίνος / mukerínos), est un roi égyptien de la IVe dynastie de l'Ancien Empire. Il règne aux alentours de 2500 av. J.-C., succédant soit à Khéphren, soit à l'éphémère roi constructeur de la pyramide inachevée de Zaouiet el-Aryan, que certains chercheurs pensent être son fils Baka, et précède Chepseskaf. Il est connu pour avoir construit la troisième pyramide de Gizeh, ainsi que pour de magnifiques statues, plusieurs triades, qui y ont été retrouvées.

## Famille

### Ascendance
Mykérinos est le fils de Khéphren et le petit-fils de Khéops. Un couteau de silex trouvé dans son temple funéraire mentionne la mère d'un roi, Khâmerernebty Ire, suggérant que Khéphren et cette reine étaient les parents de Mykérinos. 

### Fratrie
La cour royale comptait plusieurs demi-frères de Mykérinos. Ses frères Nebemakhet, Douaenrê, Nikaurê et Iounmin ont servi comme vizirs pendant le règne de leur frère. Son frère Sekhemkarê était peut-être plus jeune et est devenu vizir après la mort de Mykérinos.

### Épouses
Mykérinos aurait eu au moins deux épouses : Khâmerernebty II et Rekhetrê.
La reine Khâmerernebty II est connue pour être la fille de Khâmerernebty Ire et la mère de Khounérê. L'emplacement de la tombe de Khounérê suggère qu'il était un fils de Mykérinos, faisant ainsi de sa mère l'épouse de ce roi,.
La reine Rekhetrê est une fille probable de Khéphren, et de ce fait son mari est sans doute Mykérinos.

### Descendance
- Khounérê, comme dit plus haut, semble être son fils[3].
- Chepseskaf, successeur de Mykérinos, est peut-être également son fils, mais rien n'est certain.
- Sekhemrê, connu par une statue, est peut-être un fils de Mykérinos.

Une fille décédée au début de l'âge adulte est mentionnée par Hérodote. Elle a été placée dans une salle magnifiquement décorée du palais de Saïs, dans une sépulture zoomorphe en bois à couches d'or creuses en forme de vache agenouillée, recouverte extérieurement d'une couche de peinture rouge, sauf le cou, et les cornes qui étaient couvertes de couches adéquates d'or.

## Règne
La durée du règne de Mykérinos est incertaine. L'historien Manéthon lui attribue soixante-trois ans de règne, ce qui est sûrement exagéré. Le Canon royal de Turin est endommagé à l'endroit où il devait donner la durée du règne de Mykérinos, mais les traces permettent une reconstruction de .... ? + huit ans de règne. Les égyptologues pensent que dix-huit ans (ou vingt-huit ans) de règne devaient être inscrits, ce qui est généralement accepté. Un graffiti d'ouvrier contemporain du règne indique « l'année qui suit le 11e décompte du bétail ». Si le comptage du bétail avait lieu tous les deux ans (comme le veut la tradition, au moins jusqu'au roi Snéfrou), Mykérinos aurait alors régné pendant au moins vingt-deux ans.
En 2013, un fragment de sphinx portant le nom Mykérinos a été découvert à Tel Hazor, en Israël, à l'entrée du palais municipal.

## Sépulture

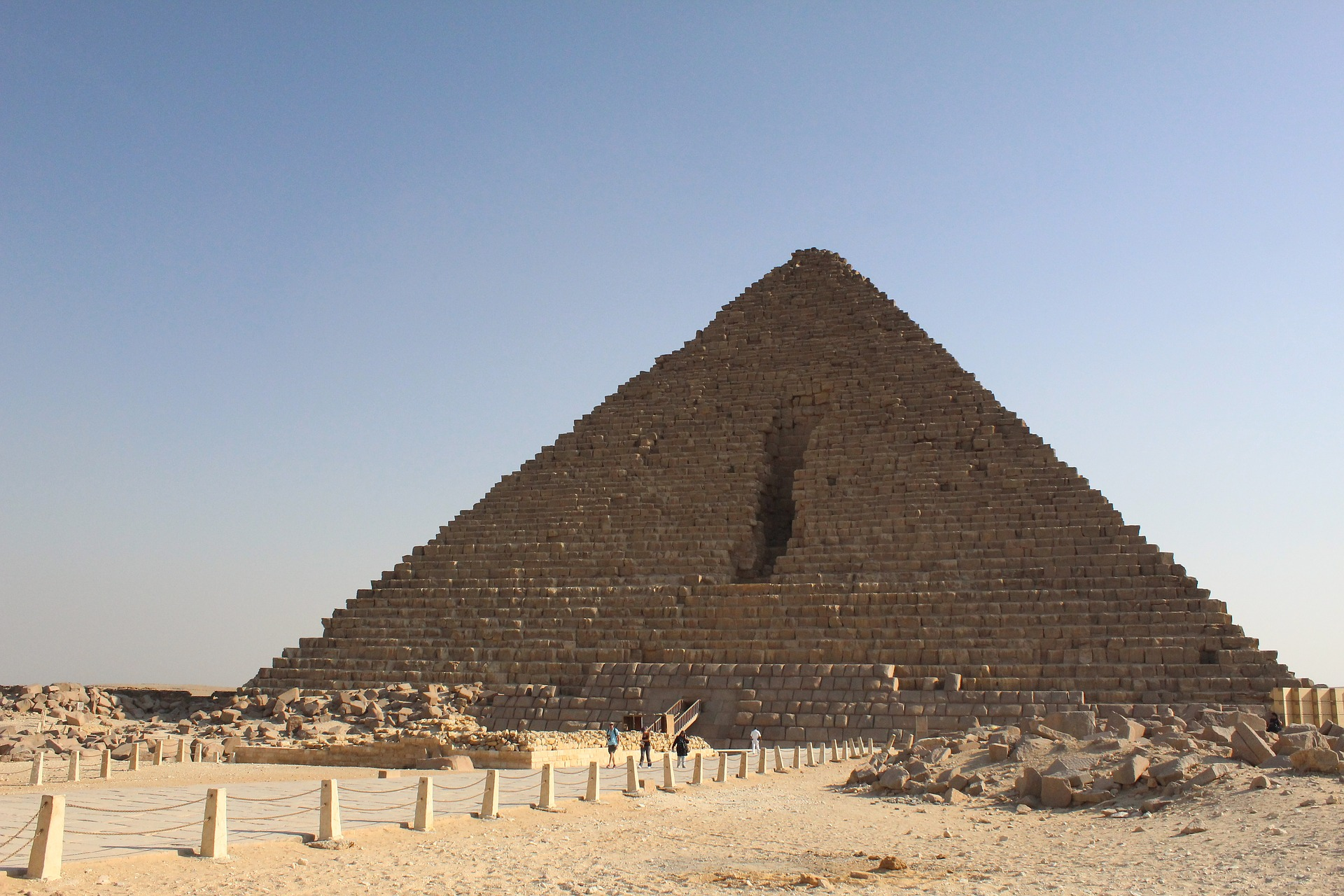
Pyramide de Mykérinos au Caire
Ouverte à la poudre à canon par Richard William Howard Vyse.

La pyramide de Mykérinos à Gizeh s'appelait Netjer-er-Menkaourê, ce qui signifie « Menkaourê est divin ». Cette pyramide est la plus petite des trois grandes pyramides de Gizeh. Elle ne représente qu'un dixième du volume de la plus grande pyramide, celle de Khéops. Cette pyramide mesure 103,4 m à la base et 65,5 m de hauteur. Trois pyramides subsidiaires sont associées à la pyramide de Mykérinos. Ces pyramides sont parfois appelées G-IIIa (pyramide subsidiaire est), G-IIIb (pyramide subsidiaire intermédiaire) et G-IIIc (pyramide subsidiaire ouest). Dans la chapelle associée à la G-IIIa, la statue d'une reine a été trouvée. Il se peut que Khâmerernebty II ait été enterré dans l'une de ces pyramides,.

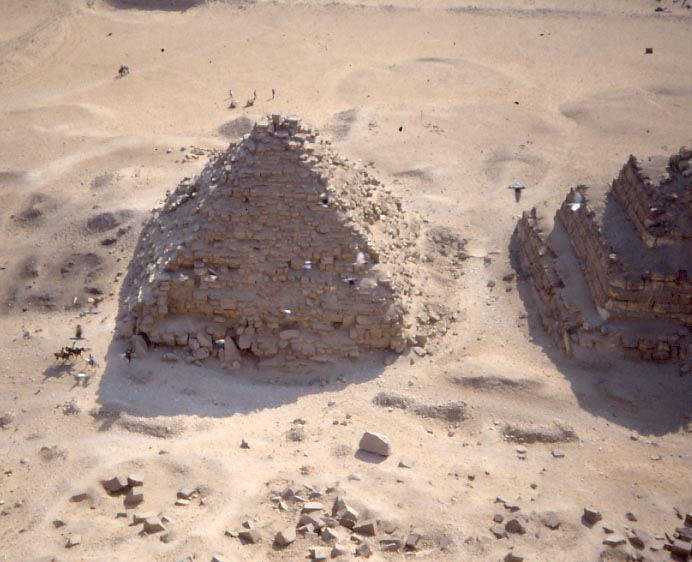
Vue prise depuis la pyramide de Mykérinos de deux des trois pyramides de reines.